# Isabel de Nuremberga
Isabel de Nuremberga, também conhecida como Isabel de Hohenzollern (em alemão:  Elisabeth; 15 de fevereiro/15 de novembro de 1358 — Heidelberg, 26 de junho de 1411) foi uma eleitora consorte do Palatinado e rainha dos Romanos pelo seu casamento com Roberto da Germânia. 

## Família
Isabel foi a filha primogênita de Frederico V, Burgrave de Nuremberga e de Isabel da Mísnia. Seus avós paternos eram João II de Nuremberga e Isabel de Henneberg. Seus avós maternos eram o marquês Frederico II de Meissen e Matilde da Baviera.
Ela teve dez irmãos, entre eles: Beatriz, duquesa da Áustria como esposa de Alberto III da Áustria; Ana, freira em Santa Clara e em Seusslitz; Catarina, abadessa em Santa Clara; Inês, abadessa em Santa Clara; João III de Nuremberga, marido da princesa Margarida da Boêmia, filha de Carlos IV do Sacro Império Romano-Germânico; Frederico I de Brandemburgo, marido de Isabel da Baviera-Landshut.

## Biografia
Isabel casou-se com o futuro eleitor Roberto, em 1374, na cidade de Amberg, na atual Baviera. Ele era filho de Ruperto II, Eleitor Palatino do Reno e de Beatriz da Sicília.
Em 1398, ele sucedeu ao seu pai como eleitor do Palatinado com o nome de Roberto III. Pouco tempo depois, no ano de 1400, Roberto tornou-se rei da Germânia, chamado também de rei dos Romanos.
O casal teve nove filhos, seis meninos e três meninas.
O rei morreu em 18 de maio de 1410.
Já Isabel faleceu em 26 de junho de 1411, com cerca de 53 anos de idade, e foi sepultada na Igreja do Espírito Santo, em Heidelberg, na Alemanha, assim como o seu marido.

## Descendência
- Roberto Pipan do Palatinado (20 de fevereiro de 1375 –  25 de janeiro de 1397), foi marido de Isabel de Sponheim, viúva do conde Engelberto III de Mark. Sem descendência;
- Margarida do Palatinado (1376 – 26 de agosto de 1434), esposa do duque Carlos II de Lorena, com quem teve quatro filhos;
- Frederico do Palatinado (1377 – 7 de março de 1401), não se casou e nem teve filhos;
- Luís III do Palatinado (23 de janeiro de 1378 – 30 de dezembro de 1436), sucessor do pai como eleitor. Com sua primeira esposa, a princesa Branca de Inglaterra, teve um filho, e com sua segunda esposa, Matilde de Saboia, teve cinco filhos;
- Inês do Palatinado (1379 – 12 de fevereiro de 1401), esposa do duque Adolfo I de Cleves. Sem descendência;
- Isabel do Palatinado (antes de 27 de outubro de 1381 – 31 de dezembro de 1408), foi a primeira esposa do duque Frederico IV da Áustria, com quem teve uma filha;
- João do Palatinado-Neumarkt (1383 – 14 de março de 1443), foi conde palatino de Neumarkt. Sua primeira esposa foi Catarina da Pomerânia, com quem teve seis filhos. Com sua segunda esposa, Beatriz da Baviera, viúva do conde Hermano III de Celje, não teve filhos;
- Estêvão do Palatinado-Simmern-Zweibrücken (23 de junho de 1385 – 14 de fevereiro de 1459), foi conde palatino de Simmern e Zweibrücken. Foi casado com Ana de Veldenz, com quem teve sete filhos;
- Otão do Palatinado-Mosbach (24 de agosto de 1390 – 5 de julho de 1461), foi conde palatino de Mosbach. Foi casado com Joana da Baviera-Landshut, com quem teve sete filhos;